# اسلام‌آباد (نسکند)
اسلام‌آباد روستایی در دهستان نسکند بخش سرباز شهرستان سرباز استان سیستان و بلوچستان ایران است.

## جمعیت
بر پایه سرشماری عمومی نفوس و مسکن در سال ۱۳۹۵ جمعیت این مکان ۳۷۶ نفر (۹۹ خانوار) بوده‌است.